# گروه مپنا
گروه مپنا، شرکت مهندسی ایرانی است که در واقع شامل شرکت مادر، به‌همراه شرکت‌های متعدد تخصصی تابعه و وابسته به آن می‌باشد که در زمینه توسعهٔ فناوری، طراحی و مهندسی، تأمین و ساخت تجهیزات، احداث، نوسازی و بازسازی نیروگاه‌های حرارتی، نیروگاه‌های گازی، نیروگاه‌های سیکل‌ترکیبی، نیروگاه‌های انرژی تجدیدپذیر، تأسیسات تولید همزمان برق و گرما، تأسیسات تولید همزمان برق و شیرین‌سازی آب، میدان‌های نفت‌وگاز در خشکی و دریا، پروژه‌های ترابری ریلی، تصویربرداری پزشکی، برقی‌سازی و همچنین ارائه خدمات بهره‌برداری، تعمیر و نگهداری در صنایع مذکور و نیز سرمایه‌گذاری و تأمین مالی پروژه‌های یادشده در چارچوب انواع روش‌های قراردادی و سرمایه‌گذاری فعالیت می‌کنند.

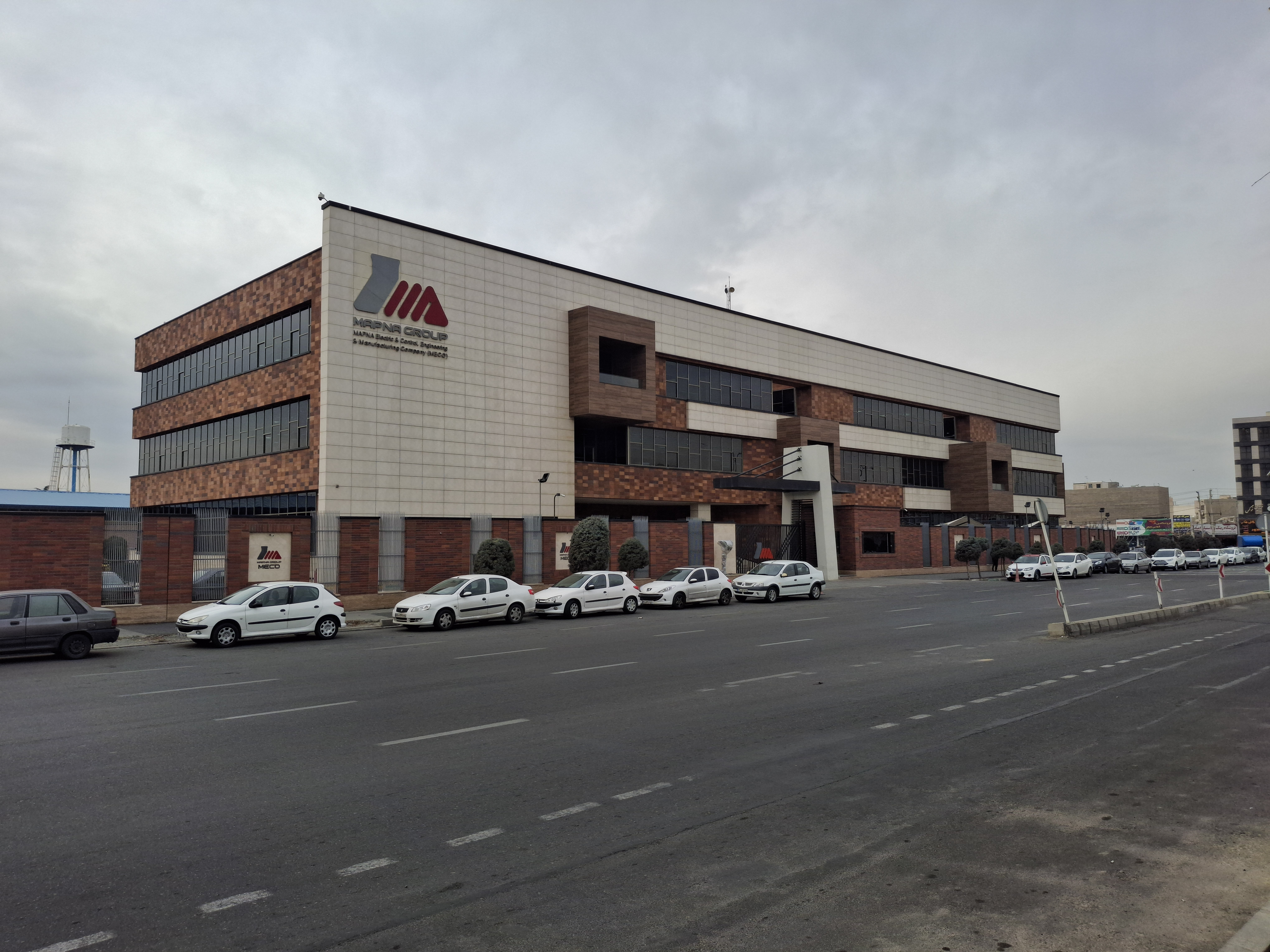
کارخانه مپنا در کرج

این گروه در ۲۲ مردادماه سال ۱۳۷۲ تحت نام مدیریت پروژه‌های نیروگاهی ایران (به‌اختصار مپنا) تأسیس شد و با فراتر رفتن از مدیریت پروژه‌های نیروگاهی در صنعت برق و گسترش حوزه‌های کسب‌وکار، نام شرکت در مهر ماه سال ۱۳۹۲ به‌صورت رسمی تغییر یافت و این مجموعه، اکنون با عنوان «گروه مپنا» شناخته می‌شود. تاکنون، احداث بالغ بر ۹۰٪ درصد از ظرفیت نصب‌شده شبکه برق ایران را برعهده داشته‌است. کارخانه‌های گروه مپنا در کرج، اصفهان، تهران و اراک مستقر هستند، دفتر مرکزی آن نیز در شهر تهران قرار دارد و بخشی از سهام آن در بازار بورس اوراق بهادار تهران دادوستد می‌شود.

## تاریخچه
هدف اولیه تأسیس شرکت مپنا در دهه هفتاد خورشیدی، بنیان گذاشتن مجموعه‌ای برای مدیریت پروژه‌های نیروگاهی در آن سال‌ها بود. بر اساس همین مأموریت، فعالیت مپنا در سال‌های ابتدایی بر تأمین تجهیزات اصلی از شرکت‌های بین‌المللی و مهندسی و انجام عملیات اجرایی پروژه‌های احداث نیروگاه متمرکز بود. طی سال‌های پس از آن، مپنا ابتدا با ساخت تجهیزات غیر اصلی و در ابتدای دهه هشتاد، ساخت تجهیزات اصلی نیروگاهی از قبیل توربین و ژنراتور، فعالیت‌های خود را در حوزه نیروگاهی گسترده‌تر و عمیق‌تر کرد. آغاز سرمایه‌گذاری در احداث نیروگاه‌های برق نیز از ابتدای دهه هشتاد کلید خورد که در سال‌های بعد، مپنا را به بزرگ‌ترین سرمایه‌گذار پروژه‌های نیروگاهی کشور تبدیل کرد.
ساخت لوکوموتیوهای پیشرفته مسافری در همکاری با شرکت‌های معتبر بین‌المللی و حضور به عنوان پیمانکار در پروژه‌های نفت‌وگاز از مهم‌ترین اقدامات مپنا در این دو حوزه بود. در انتهای دهه هشتاد، مپنا در مسیر تقویت توانمندی‌های خود، تحقیق و توسعه در حوزه طراحی تجهیزات و محصولات را در دستور کار قرار داد؛ تصمیمی که کمتر از یک دهه با معرفی توربین بومی MGT-70 (3) به ثمر رسید.
با ورود به دهه ۹۰ خورشیدی، مپنا علاوه بر بلوغ در حوزه صنعت نیروگاهی و ارائه زنجیره کامل خدمات این حوزه شامل سرمایه‌گذاری، ساخت تجهیزات، احداث نیروگاه، خدمات بهره‌برداری و تعمیرات، فعالیت‌های خود را در حوزه‌های ریلی و نفت‌وگاز گسترش داد.
در میانه دهه نود، مپنا از نخستین شرکت‌های ایرانی صاحب صلاحیت برای حضور در عرصه اکتشاف و توسعه میدان‌های نفتی بود که موفق به امضای قرارداد توسعه میدان‌های نفتی دانان، پارسی و پرنج با وزارت نفت شد.
در حوزه ریلی، مپنا علاوه بر ساخت لوکوموتیو و دیگر تجهیزات اصلی، در حوزه احداث خطوط ریلی نیز فعال‌تر از گذشته شد تا در تحقق بخشیدن به ظرفیت‌های بالقوه ایران به عنوان کشوری با منابع انرژی غنی و جایگاه راهبردی در مسیر تجارت و ترابری بین‌المللی یاری‌رسان باشد.
راهبرد اصلی گروه مپنا، متنوع‌سازی سبد کسب و کار است که منجر به حضور این بنگاه صنعتی در حوزه‌های بهداشت و سلامت، فناوری اطلاعات، آب، برقی‌سازی، پتروشیمی و …در سال‌های اخیر شده‌است؛ همه این سیاست‌ها در راستای محقق کردن چشم‌انداز گروه مپنا و تبدیل شدن به یک گروه صنعتی مرجع در بخش‌های انرژی و ترابری ریلی در منطقه خاورمیانه و شمال آفریقا است.
در میانه دهه هشتاد، گروه مپنا با اتکا به تجربه‌های انباشته دهه گذشته و بهره‌گیری از توان صنعتی، مدیریتی و مالی خود، به دو حوزه راهبردی نفت‌وگاز و ترابری ریلی ورود کرد.
از آغاز بنیان‌گذاری در سال ۱۳۷۲، گروه مپنا اجرای نزدیک بیش از ۱۰۰ پروژه به ارزش بیش از ۳۰ میلیارد یورو را در کارنامهٔ خود ثبت نموده‌است. افزون بر آن ۶۰ محصول گوناگون و ۸۵ نوع خدمات مختلف را به مشتریان خود عرضه می‌کند.
مپنا، از سال ۱۳۸۶ وارد فعالیت در زمینهٔ پروژه‌های نفت و گاز نیز شده‌است. پروژه‌های حفاری چاه‌های نفت در خشکی و پروژهٔ تبدیل گاز به برق به نام پروژهٔ میدان گازی فروز B در محل ۴۵ کیلومتری جنوب شرقی جزیرهٔ کیش واقع در خلیج فارس از جمله این فعالیت‌ها به‌شمار می‌روند.

## سهام‌داران
شرکت مپنا به صورت سهامی عام اداره می‌شود، به عنوان سومین شرکت بزرگ خاورمیانه در صنعت نیرو، سهام آن در بازار بورس اوراق بهادار تهران دادوستد می‌شود.
طبق آخرین گزارش سرمایه گروه مپنا دو هزار و هفتصد میلیارد تومان است که ۴۷٫۵۸ درصد از سهام آن در اختیار شرکت سرمایه‌گذاری صنایع برق و آب صبا، ۱۱ درصد سهام در اختیار شرکت سرمایه‌گذاری کارکنان مپنا و ۲۵٫۶۳ درصد سهام نیز در اختیار گروه عدالت است. همچنین ۱۵٫۶۲ درصد سهام شرکت مپنا نیز در اختیار سایر شرکت‌ها و افراد حقیقی و حقوقی قرار دارد. ۴۹٫۹۸ درصد سهام شرکت صنایع برق و آب صبا نیز که در دولت دهم در اختیار آستان قدس رضوی قرار گرفته بود در دولت یازدهم به وزارت نیرو برگردانده شد.

## صنعت نیرو

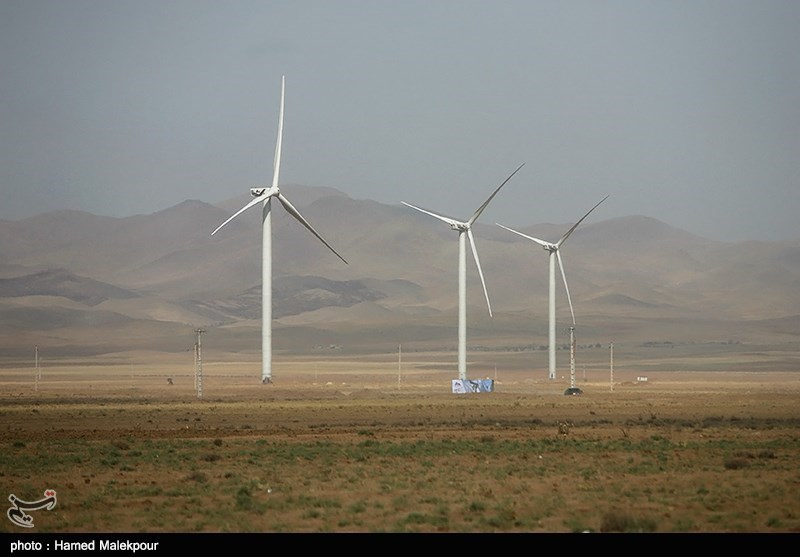
مزرعه بادی کهک تاکستان با توربین‌های بادی ساخت گروه مپنا

صنعت نیرو، نخستین حوزهٔ فعالیت گروه مپنا است، که بخش عمدهٔ ساختار سازمانی گروه به آن اختصاص یافته‌است. مپنا با بیش از ۵۶٬۰۰۰ مگاوات، پروژه‌های نیروگاهی خاتمه یافته، در دست اجرا و آتی خود، در تأمین حدود ۹۰٪ درصد از ظرفیت نصب شدهٔ نیروگاه‌های کشور مشارکت فعال داشته‌است.
از سوی دیگر گروه مپنا به عنوان سرمایه‌گذار پروژه‌های نیروگاهی، هم‌اکنون چندین پروژه را، در چارچوب روش‌های ساخت، بهره‌برداری و واگذاری، تملیک و بهره‌برداری با ظرفیت حدود ۷٬۰۰۰ مگاوات و ارزش بیش از ۲٫۵ میلیارد یورو، در دست اقدام دارد.
همچنین گروه مپنا بزرگ‌ترین سازندهٔ کلیهٔ تجهیزات اصلی نیروگاه‌های حرارتی، گازی و سیکل‌ترکیبی از جمله توربین‌های گاز و توربین‌های بخار، تجهیزات جانبی توربین، پرهٔ توربین و ژنراتور و تجهیزات جانبی آن‌ها تحت لیسانس شرکت‌های معتبر جهانی در ایران و خاورمیانه می‌باشد.
در خردادماه سال ۱۳۹۲ گروه مپنا با آغاز احداث کارخانهٔ تولید پرهٔ توربین بادی، فعالیت در عرصهٔ انرژی‌های تجدیدپذیر را رسماً آغاز نموده‌است.

### سرمایه‌گذاری
این شرکت در سال ۱۳۸۴ نیروگاه گازی عسلویه را به‌صورت B.O.O (ساخت، تملک و بهره‌برداری) به ظرفیت ۹۴۲ مگاوات احداث کرد. این نیروگاه اکنون با نام شرکت تولید برق عسلویه مپنا شناخته می‌شود که بیش از ۸۵٪ سهام آن متعلق به گروه مپنا است و بقیه سهام آن نیز در فرابورس ایران دادوستد می‌گردد.
گروه مپنا به واسطه دسترسی گسترده به بازارهای سرمایه داخلی و خارجی، قابلیت سرمایه‌گذاری مستقیم به صورت منفرد یا با مشارکت سرمایه گذاران داخلی و خارجی را در پروژه‌های نیروگاهی و دیگر طرح‌های صنعتی در زمینه‌های نفت و گاز و ترابری ریلی به روش‌های ساخت، بهره‌برداری و واگذاری و ساخت، تملیک و بهره‌برداری فراهم آورده‌است.
گروه مپنا اولین و بزرگ‌ترین سرمایه‌گذار در احداث و توسعه نیروگاه‌های خصوصی کشور است و سرمایه‌گذاری در پروژه‌های نیروگاهی با ظرفیت نزدیک به ۸۰۰۰ مگاوات و با ارزش بیش از ۵٫۲ میلیارد یورو را به ثمر رسانده و بیش از ۱۳۰۰ مگاوات ظرفیت نیروگاهی را در دست احداث و توسعه دارد.

### بخش برق
بخش برق گروه مپنا در گستره وسیعی از خدمات مهندسی در صنعت برق پیشتاز است.
گروه مپنا دارای توانمندی بسیار بالایی در زمینه تأمین تجهیزات صنعت برق است. تجهیزاتی مانند توربین‌های گازی، بخار و بادی به‌همراه تجهیزات کمکی آنها، توربو کمپرسور، پره توربین، ژنراتورهای حرارتی و آبی، بویلر های بازیافت حرارتی و معمولی، سیستم‌های کنترل و الکتریک نیروگاه جزو تجهیزاتی هستند که در مپنا تولید می‌شوند.
برخی از توانمندی‌های خدماتی مپنا در حوزه برق شامل ساخت و تعمیر قطعات یدکی، سرویس‌های تخصصی، فوق تخصصی و آموزش، پروژه‌های تعمیرات اساسی و فوق سنگین، پروژه‌های بهینه‌سازی، بهره‌برداری و نگهداری، ارتقاء و توان‌افزایی نیروگاه‌ها می‌شود.
شرکت مهندسین موننکو به عنوان یکی از شرکت‌های گروه مپنا در بخش برق است.

## صنایع نفت و گاز
گروه مپنا اکنون نه تنها در زمینهٔ تولید تجهیزات اصلی خطوط لوله نظیر توربوکمپرسورهای خطوط لولهٔ انتقال گاز فعالیتی پررنگ دارد، بلکه در اجرای پروژه‌های مختلف نظیر توسعهٔ میدان‌ها، حفاری در خشکی و دریا، فعالیتی چشمگیر دارد.

## ترابری ریلی

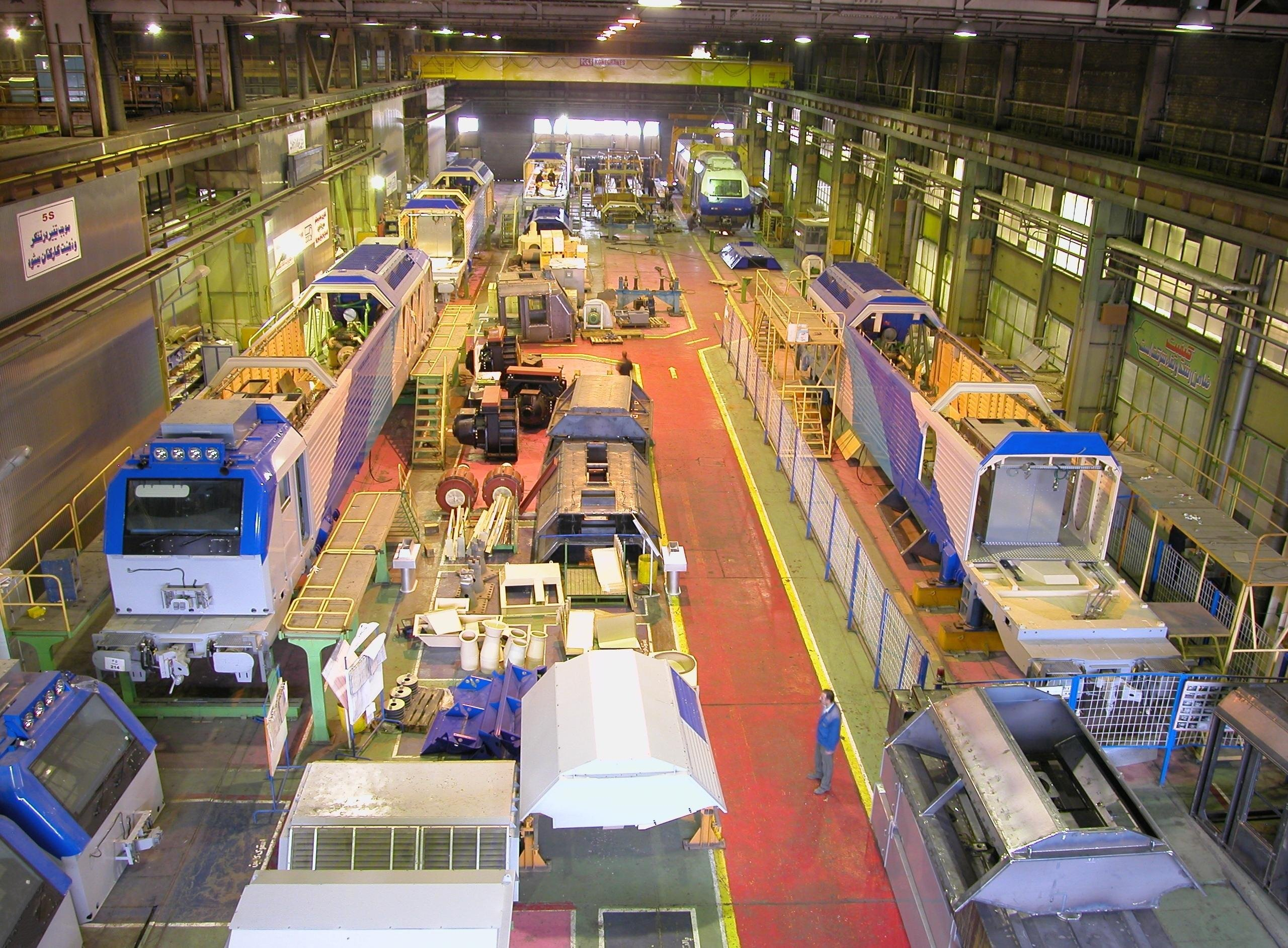
بخشی از خط تولید لوکوموتیو AD43C در کارخانه واگن‌پارس اراک

گروه مپنا پیشینهٔ نسبتاً کوتاهی در عرصهٔ ترابری ریلی ساخت لوکوموتیوهای باری و مسافری و تجهیزات و قطعات جانبی آن‌ها (نظیر سامانهٔ ترمز و …) با همکاری تنگاتنگ شرکت‌های معتبر بین‌المللی و اجرای پروژه‌های ترابری ریلی از دیگر زمینه‌های کاری این شرکت، به‌شمار می‌آید.
گروه مپنا در این حوزه با چهار شرکت احداث و توسعهٔ ریلی مپنا، مهندسی و ساخت لکوموتیو مپنا، تعمیرات و بهره‌برداری ریلی مپنا و فناوری‌های ریلی مپنا فعالیت می‌کند و به‌علاوه در شهریورماه ۱۳۹۸ مقرر شد که سهام بزرگ‌ترین شرکت صنایع ریلی ایران یعنی واگن‌پارس اراک به گروه مپنا واگذار شود.

## صنایع معدنی
از دی‌ماه سال ۱۳۹۷ گروه مپنا با خرید سهام شرکت‌های آلومینیوم المهدی و هرمزال، که بیش از یک‌سوم آلومینیوم کشور را تولید می‌کنند، رسماً فعالیت خود را در حوزهٔ صنایع معدنی و فلزی آغاز کرد.

## مناطق عملیاتی
گروه مپنا، افزون‌بر اجرای پروژه‌های مختلف در داخل ایران، در کشورهای حوزهٔ خاورمیانه و شمال آفریقا نیز حضور دارد.
پروژه‌های نیروگاه‌های سیکل ترکیبی تشرین و جندر در سوریه و قرن عالم در عمان از پروژه‌های خارجی شرکت مپنا است.